# Boden-Kielschnegel

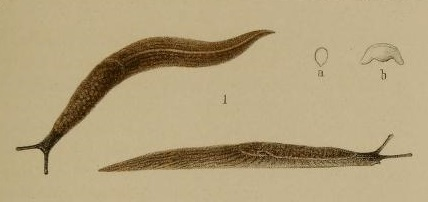
Originalabbildung aus Hazay (1880: Taf. 1, Fig.1)

Der Boden-Kielschnegel (Tandonia budapestensis), auch Boden-Kielnacktschnecke ist eine Nacktschnecke aus der Familie der Kielschnegel (Milacidae) in der Unterordnung der Landlungenschnecken (Stylommatophora).

## Merkmale
Das Tier ist ausgestreckt bis etwa 7 cm lang. Gestreckt ist das Tier sehr schlank, die Breite nimmt zum Schwanz hin allmählich ab. Der Mantel nimmt etwas weniger als 1/3 der Gesamtlänge ein. Die Atemöffnung liegt im hinteren Teil des Mantels auf der rechten Seite. Sie ist von einem dunklen Rand umgeben. Die Körperfarbe variiert von gelblich über bräunlich bis grau. Darüber legt sich häufig netzförmig ein Muster mit zahlreichen schwarzen Flecken, sodass solche Tiere fast einheitlich schwarzbraun aussehen. Die Körperseiten sind etwas heller, hier verschwindet die Punktierung meist. Manchmal kommen auch dunkle Seitenstreifen vor. In der Regel sind die schwarzen Flecken in den Längsfurchen zwischen den (Längs-)Runzeln konzentriert. Der Mantel ist ebenfalls punktiert mit schwach bis mäßig ausgeprägten Seitenstreifen. Sie laufen um die hufeisenförmige flache Grube herum. Der deutliche Kiel ist gelb bis orange gefärbt (ohne Punktierung) und reicht bis an den Mantelschild heran. Die schmale Sohle ist weißlich, gelblich bis bräunlich-gelblich meist mit einem dunkleren Mittelstreifen, oder kann insgesamt etwas dunkler sein. Ein Dreiteilung in Längsrichtung ist aber deutlich erkennbar. Der Schleim ist farblos und zähflüssig. Wird das Tier dagegen gereizt, wird ein leicht gelblicher, dünnerer Schleim abgesondert.
Kopf und Tentakeln sind schwärzlich und heben sich besonders bei heller gefärbten Tieren sehr deutlich ab.

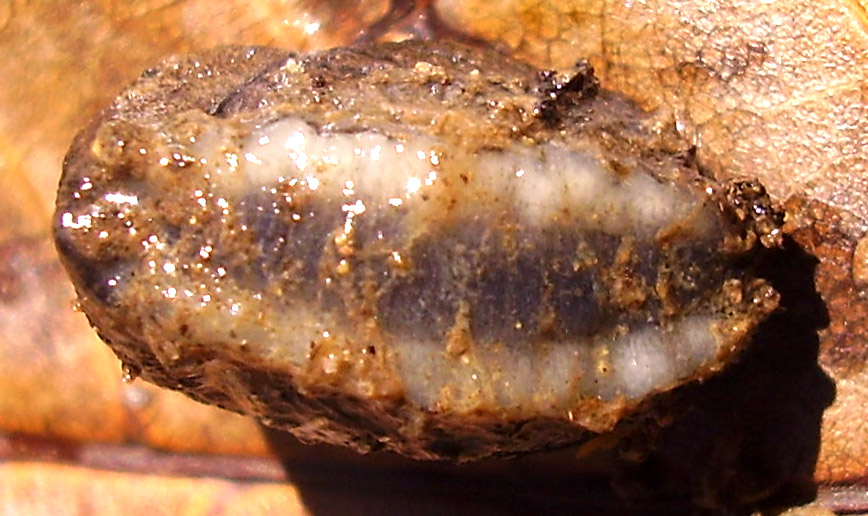
Die Dreiteilung der Sohle in Längsrichtung ist deutlich zu erkennen

Das aragonitische Schalenplättchen im Mantel ist länglich, einförmig., aber symmetrisch. Der embryonale Tel in der hinteren Hälfte hebt sich nicht ab.
Die Zwitterdrüse ist länglich, der Zwittergang lang und vergleichsweise dick. Die Albumindrüse (Eiweißdrüse) ist ebenfalls länglich und lappig unterteilt. Im männlichen Trakt des Geschlechtsapparates mündet der Samenleiter etwas seitlich auf dem Apex des Epiphallus. Der Epiphallus ist dick und keulenförmig; der Durchmesser erweitert sich zum hinteren Ende etwas. Der Penis ist kugel- bis leicht kegelförmig; auch hier ist das hintere Ende dicker. Der Übergang Epiphallus/Penis ist durch eine markante Dickenänderung und durch den seitlichen Ansatz des Penisretraktormuskel markiert. Der Epiphallus ist meist etwa doppelt so lang wie der Penis. Im Inneren des Penis sitzt eine einfache Papille. Die Spermathek besitzt nur einen kurzen, dicken Stiel. Die Blase ist relativ groß und eiförmig, oben brei gerundet. Der freie Eileiter ist sehr lang, die Vagina ist dagegen kurz, auch das Atrium ist kurz. Ein Stimulator fehlt. Die akzessorischen Drüsen sind zweilappig und sind mit dem Übergangsbereich Atrium/Vagina durch dünne, röhrenförmige Leiter verbunden und münden dort in die Vagina ein. Die Spermatophoren sind dünn, bis 16 mm lang und auf der Außenseite fast vollständig mit kurzen dornenförmigen Fortsätzen besetzt.

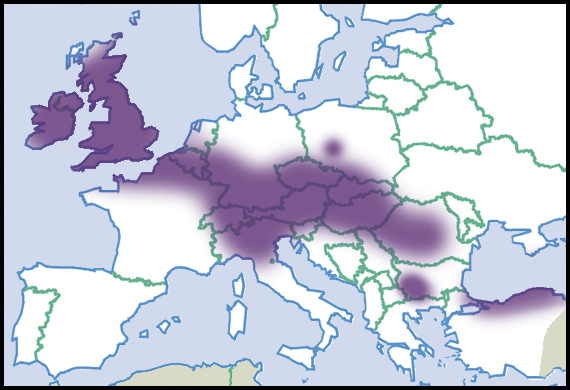
Geographische Verbreitung des Boden-Kielschnegels in Europa (nach Welter-Schultes, 2012)

## Geographische Verbreitung und Lebensraum
Vermutlich war das Verbreitungsgebiet der Art ursprünglich auf die Südostalpen, den Nordbalkan, Ungarn und Rumänien beschränkt. Heute kommt die Art durch menschliche Verschleppung sehr lokal und meist im Kulturland von den Britischen Inseln, über West- und Mitteleuropa bis nach Kaliningrad und die Ukraine vor. Im Süden von der Apennin-Halbinsel, über Griechenland bis in die Türkei. Sie bevorzugt wärmere Gebiete und fehlt daher in den Mittelgebirgen von Mitteleuropa. In Österreich liegt das höchste Vorkommen bei etwa 530 m über NN. Im Süden von Bulgarien ist sie gewöhnlich zwischen 300 und 1000 m über NN zu finden, lokal aber auch bis zu 2.200 m.
Die Art kommt anthropochor (durch Menschen verschleppt) auch in Island, Nordamerika, und Neuseeland vor.
Die Tiere werden in Mitteleuropa vor allem in Parkanlagen, Gärten und Feldern (synanthrop) gefunden. Die Art ist heute in West- und Mitteleuropa weit verbreitet.

## Lebensweise
Die Art braucht eine relativ hohe Feuchtigkeit und ist nachtaktiv. Selten kommen die Tiere auch bei regnerischen Wetter tagsüber zum Vorschein. Tagsüber oder auch bei längeren trockenen Perioden graben sich die Tiere bis zu mehrere Zehnerzentimeter tief im Boden ein. Die Tiere bevorzugen eher schwere Böden.

## Fortpflanzung
Die Tiere sind Zwitter und befruchten sich gegenseitig. Die Paarung erfolgt in Mitteleuropa im Frühjahr und Herbst. Auf den Britischen Inseln wurden die Kopulationen von November bis Januar beobachtet. Die Kopulation beginnt in der Regel in der Nacht und kann bis zu 15 Stunden und mehr dauern. Während der Kopulation sind die ausgestülpten Genitalien der beiden Partner zu sehen. Es werden jeweils mehrere Gelege mit bis zu 30 Eier (20 Eier) in der Erde abgelegt. Aus den im Herbst (oder Winter) abgelegten Eiern schlüpfen im April/Mai die Jungtiere. Die Geschlechtsreife ist dann bereits im Herbst erreicht. In Mitteleuropa können im Herbst erwachsene und heranwachsende, noch nicht geschlechtsreife Tiere beobachtet werden, die überwintern. Auch die im Herbst abgelegten Eier überwintern in der Eiphase.

## Sonstiges
Die Haut bzw. der abgesonderte Schleim des Boden-Kielschnegels ist sehr wahrscheinlich giftig. Versuche mit dem von Schnecken lebenden Käfer Pterostichus melanarius (Familie Carabidae) ergaben, dass die meisten Tiere, die an frisch getöteten Boden-Kielschnegeln gefressen hatten, innerhalb weniger Tage starben. Der gelbe bis orange Kiel könnte somit als Warnfarbe (vergleichbar dem gelb-schwarzen Muster bei Wespen) interpretiert werden.

## Taxonomie
Das Taxon wurde 1880 durch Julius Hazay als Amalia budapestensis aufgestellt. Es wird heute einheitlich zur Gattung Tandonia Lessona & Pollonera, 1882 gestellt. Die Art hat mehrere Synonyme: Amalia ibiniensis Kimakowicz, 1884, Limax gracilis Leydig, 1876 und Milax valachicus Grossu & Lupu 1961.

## Gefährdung
Da die Art in Deutschland ursprünglich nicht heimisch ist, ist sie in der Roten Liste der Binnenmollusken Schnecken (Gastropoda) und Muscheln (Bivalvia) in Deutschland (2012) nicht bewertet.

## Online
- AnimalBase: Tandonia budapestensis (Hazay, 1880)